# Lynn Colella
Lynn Ann Colella, nach Heirat Lynn Ann Bell, (* 13. Juni 1950 in Seattle) ist eine ehemalige Schwimmerin aus den Vereinigten Staaten. Bei den Olympischen Spielen 1972 gewann sie eine Silbermedaille im 200-Meter-Schmetterlingsschwimmen. Bei Weltmeisterschaften erhielt sie zwei Bronzemedaillen. Bei Panamerikanischen Spielen erschwamm sie zwei Goldmedaillen.

## Sportliche Karriere
Lynn Colella begann im Alter von zehn Jahren mit dem Schwimmsport zusammen mit ihrem jüngeren Bruder Rick Colella.
Als Studentin der University of Washington nahm sie 1970 an der Universiade in Turin teil. Sie gewann über 100 Meter Schmetterling zeitgleich mit der Jugoslawin Mirjana Šegrt. Ebenfalls Gold erschwamm Colella über 200 Meter Lagen und mit der 4-mal-100-Meter-Lagenstaffel. 1971 startete Colella bei den Panamerikanischen Spielen in Cali. Sie siegte über 200 Meter Brust und über 200 Meter Schmetterling. Über 100 Meter Brust erhielt sie die Bronzemedaille hinter der Kanadierin Sylvia Dockerill und ihrer Mannschaftskameradin Linda Kurtz. Die Lagenstaffel der Vereinigten Staaten mit Susan Atwood, Lynn Colella, Deena Deardruff und Sandra Neilson erschwamm die Silbermedaille hinter der kanadischen Staffel. 1972 bei den Olympischen Spielen in München trat Colella nur über 200 Meter Schmetterling an. Sie erreichte das Finale mit der viertschnellsten Vorlaufzeit. Im Finale gelang den Schwimmerinnen aus den Vereinigten Staaten der Gewinn aller drei Medaillen. Es siegte Karen Moe mit 0,77 Sekunden Vorsprung vor Lynn Colella, weitere 0,4 Sekunden dahinter schlug Ellie Daniel als Dritte an. Auf dem vierten Platz lag Rosemarie Kother aus der DDR. 1973 wurden erstmals Schwimmweltmeisterschaften ausgetragen. Bei der Premiere in Belgrad gewann Colella über 200 Meter Schmetterling die Bronzemedaille hinter Rosemarie Kother und Roswitha Beier aus der DDR. Ebenfalls Bronze erschwamm sie über 200 Meter Brust hinter Renate Vogel und Hannelore Anke aus der DDR. Über 100 Meter Brust belegte Colella den fünften Platz. Zwei Jahre später trat Colella auch bei den Weltmeisterschaften in Cali an, schied aber über 200 Meter Brust als Elfte der Vorläufe aus.
Colella graduierte an der University of Washington in Elektroingenieurwesen.